# Вилхелм Бургдорф
Вилхелм Бургдорф (на немски: Wilhelm Burgdorf) (1895 – 1945) е немски офицер, генерал от пехотата от времето на Втората световна война.

## Биография

### Ранен живот и Първа световна война (1914 – 1918)
Бургдорф се присъединява към имперската армия след избухването на Първата световна война, в чин кадет от 12-и гренадирски полк.

### Междувоенен период
След войната служи за Райхсвера, в чин хауптман. От 1927 г. е тактически инспектор, с ранг майор в Дрезденската военна академия. Като такъв е назначен по-късно за адютант на щаба на 4-ти корпус, а година след това издигнат и до ранг подполковник и командващ на 529-и пехотен полк.

### Втора световна война (1939 – 1945)
От 1942 г. е заместник-началник на отдел „Персонал“, а към средата на 1944 г. и началник на отдела „Персонал“. Заема този пост до смъртта си през 1945 г.

#### Аферата покрай Ервин Ромел
От октомври 1944 г. Бургдорф служи като главен адютант на Адолф Хитлер. Като част от тази функция, той изиграва ключова роля в смъртта на фелдмаршала Ервин Ромел (замесен като една периферна фигура в заговора от 20 юли), по-рано. Дни след него, фюрерът осъзнава, че да мъмри най-популярния генерал в Германия пред Народния съд (основан лично от него), би предизвикало голям скандал в цялата държава, затова изисква незабавното налагане на маневри по спасяването на имиджа. С маневри той имал предвид смърт.
Вследствие, на 14 октомври Бургдорф заедно с Ернст Майсел са изпратени в седалището на Ромел във Франция. Инструктирани от фелдмаршал Кайтел, те трябва да предложат на Пустината лисица шанса да избира между съд с последствия за семейството му или самоубийство. В отговор, Ромел без да се замисли гони Бургдорф и Майсел, а 10 минути по-късно семейството му получава телефонно известие, което гласи, че той е починал.

#### Берлин и Фюрербюнкера (последни дни)
На 28 април година след това става ясно, и че Хайнрих Химлер се опитва да преговаря за прибързана капитулация със съюзниците чрез граф Фолк Бернадот. Това, разбира се, кара Бургдорф да се присъедини към основания от Хитлер Военен трибунал, а фюрерът, вбесен от предателството на предания си райхсфюрер, да нареди на подчинените си да изправят пред Военния трибунал адютанта на Химлер – Херман Фегелайн. За председател на гореспоменатия трибунал, в който освен Бургдорф членуват генерал Йохан Ратенхубер и Ханс Кребс, е назначен Вилхелм Монке.
Ден след това Бургдорф, Кребс, Гьобелс и Борман свидетелстват и подписват политическото завещание на Хитлер.
Между 1 и 2 май, след самоубийството на фюрера и Гьобелс, Бургдорф и колегата му, началник на генералния-щаб Кребс, също се самоубиват.

## Военна декорация
- Германски орден „Железен кръст“ (1914) – II (24 януари 1915) и I степен (14 август 1916)
- Хамбургски орден „Ханзейски кръст“ (18 октомври 1918)
- Германски орден „Кръст на честта“ (20 декември 1934)
- Германски орден Железен кръст (1939, повторно) – II (15 юни 1940) и I степен (17 юни 1940)
- Германски медал „За зимна кампания на изтока 1941/42 г.“
- Рицарски кръст
  - Носител на Рицарски кръст (29 септември 1941)